# Trece
Trece (fino al 2017 13 TV) è una emittente televisiva spagnola in chiaro, generalista e di stampo cattolico, appartenente alla Conferenza Episcopale Spagnola. Le trasmissioni di Trece includono film del passato, serie televisive e programmi televisivi a contenuto religioso.
In un primo momento il nome del canale doveva essere 10 TV, ma dopo l'avvento della televisione Vocento sul canale 10, si è optato per il nome 13 TV.
Il 6 novembre 2010 è stato trasmesso un test delle trasmissioni di 13 TV, in cui è stata mostrata la visita di papa Benedetto XVI a Santiago di Compostela e Barcellona, in condivisione con il segnale di Popular TV, mentre il 29 novembre sono iniziate le trasmissioni effettive del canale.